# Так будет
«Так будет» — дебютний студійний альбом російського співака Міті Фоміна. Реліз альбому відбувся 29 липня 2010 року на лейблі «Gala Records». Офіційним дистриб'ютором альбому стала компанія «Моноліт».

## Історія створення
По даним офіційного сайту виконавця, робота над альбомом велася три роки (з 2008 по 2010). Перша запись пройшла на студії Дмитра 
Дубинського, пізніше робота продовжувалась на студії продюсерського центру Максима Фадєєва.

## Критика
Альбом отримав в основному змішані рецензії від критиків. Дмитро Прочухан з «Newsmusic.ru» назвав вдалими в альбомі тільки дві пісні: «Тиша» і «Садівник». Автор також готовий був би зарахувати до них і композицію «Ось і все», якби «грамотні аранжування не були змазані наївними римами в приспіві». Автору не сподобалась лірика альбому, яку він назвав примітивною, а також експерименти зі стилями хіп-хоп, R&B та синті-поп. Журналіст закінчив рецензію словами: «Якщо Міті Фоміну вдасться виробити свій автентичний стиль з претензією на непопсовість, то у нього є всі шанси зайняти гідну нішу в шоу-бізнесі». На проекті «МірМеджі» альбом також отримав змішані відгуки. На сайті порахували, що артист презентував на альбомі мало нового матеріалу. Проте альбом описується як «розміреність, релакс, чіл-аут, ембієнт, легкий денс. Співак зберігає пропорції й діє за технологією гурту Hi-Fi, не вдаючись в крайності». Олексій Мажаєв з «Intermedia.ru» поставив альбому 3 з 5-ти. Автор пише, що деякі речі звучать банально, але в інших композиціях просліджуються вдалі експерименти зі стилем синті-поп. Позитивно оцінюється композиція «Усе буде добре», яку журналіст назвав «літнім хітом» й порівняв із піснями Жанни Фріске. В цілому, порахував автор статті, «це дуже гідний альбом, якого мало хто міг чекати від такого легковажного персонажа, яким звикли сприймати Мітю Фоміна. Але, чесно кажучи, він і досі асоціюється радше з «Усе буде добре», ніж з «От і все» і «Садівником». Почувши десь по радіо останні пісні, необізнаний з життям не догадається, хто їх насправді виконує. Щоб змінити це положення, Фоміну залишається тільки ще більш активно просувати себе як музиканта». Негативну оцінку альбом отримав на сайті «MapMusic.ru», де його описують як «неймовірно примітивний і повсякденний, зроблений на швидку руку». Також на сайті відмітили відсутність єдиної концепції альбому. Змішану рецензію пластинка отримала на сайті «Muz.ru». Андрій Житеньов так описує голосові партії Міті Фоміна: «Співак, якщо можна так сказати, не справляється з жодною вокальною партією чисто, а в окремих партіях так і взагалі кричить підстріленим ведмедем». Позитивно описуються самі композиції альбому. Пісня «Усе буде добре» порівнюється з творчістю румунської співачки Inna. «В цілому», по словам автора, «альбом дуже середній. На місці артиста коштувало матеріал притримати і довести до розуму, а не нестись щодуху його видавати».

## Сингли
- «Две земли»

Пісня була спродюсована Максимом Фадєєвим і стала першим синглом з альбому. Сингл піднявся до 36-го місця в російському радіочарті.
- «Вот и всё»

Другий сингл з альбому який протримався 19 тижнів в «Золотому грамофоні», піднявшись до 2-ї стрічки чарту, а також c успіхом добрався до десятки  російського радіочарту піднявшись до 8-го місця.
- «Всё будет хорошо»

Третій сингл з альбому який став найбільш успішним, зайняв 3-ю стрічку радіочарту та чарту цифрових синглів. Пісня отримала національну музичну премію "Золотий Грамофон" в 2010 році.
- «Садовник»

Пісня стала четвертим синглом з альбому, піднявшись до 42-ї позиції в російському радіочарті.

## Список композицій

### CD-версія
| #   | Назва                                          | Автор                              | Тривалість |
| --- | ---------------------------------------------- | ---------------------------------- | ---------- |
| 1.  | «Больше (feat. StuFF)»                         | Олег Владі                         | 4:56       |
| 2.  | «Две земли»                                    | Theos, Олег Владі                  | 4:17       |
| 3.  | «Тишина»                                       | Євген Алягер                       | 4:38       |
| 4.  | «Вот и всё»                                    | Мітя Фомін                         | 3:38       |
| 5.  | «Всё будет хорошо»                             | Мітя Фомін                         | 3:48       |
| 6.  | «Садовник»                                     | Олексій Романов, Олександр Сахаров | 3:24       |
| 7.  | «Так будет»                                    | Сергій Бортніков                   | 3:37       |
| 8.  | «Смотри»                                       | Олег Владі                         | 4:02       |
| 9.  | «Ok! (feat. Kirill Clash)»                     | Мітя Фомін                         | 3:33       |
| 10. | «Две земли (Vengerov & Fedoroff remix)»        | Theos, Олег Владі                  | 4:54       |
| 11. | «Вот и всё (DJ Neitrino & Kirill Clash remix)» | Мітя Фомін                         | 4:29       |

### Цифровий реліз
| #   | Назва                                          | Автор                              | Тривалість |
| --- | ---------------------------------------------- | ---------------------------------- | ---------- |
| 1.  | «Больше (feat. StuFF)»                         | Олег Владі                         | 4:56       |
| 2.  | «Тишина»                                       | Євген Алягер                       | 4:38       |
| 3.  | «Вот и всё»                                    | Мітя Фомін                         | 3:38       |
| 4.  | «Всё будет хорошо»                             | Мітя Фомін                         | 3:48       |
| 5.  | «Садовник»                                     | Олексій Романов, Олександр Сахаров | 3:24       |
| 6.  | «Так будет»                                    | Сергій Бортніков                   | 3:37       |
| 7.  | «Смотри»                                       | Олег Владі                         | 4:02       |
| 8.  | «Ok! (feat. Kirill Clash)»                     | Мітя Фомін                         | 3:33       |
| 9.  | «Две земли (Vengerov & Fedoroff remix)»        | Theos, Олег Владі                  | 4:54       |
| 10. | «Вот и всё (Dj Neitrino & Kirill Clash remix)» | Мітя Фомін                         | 4:29       |

- Джерело:[12]

## Комерційний успіх
Альбом дебютував на 19-му місці російського чарта альбомів. На наступний тиждень альбом покинув Топ-25. На наступний тиждень альбом повернувся в топ-25 на 23-у позицію, потім піднявся до 19-го місця, після чого залишив чарт.